# Jean-François de La Pérouse
Jean–François de La Pérouse celým jménem Jean–François de Galaup, hrabě de La Pérouse (23. srpna 1741 Albi – 1788?) byl francouzský námořní důstojník a mořeplavec. Roku 1785 byl francouzským ministerstvem námořnictví vyslán jako velitel expedice do Tichomoří. Cílem expedice bylo objevení Severozápadní cesty a průzkum dosud neprobádaných oblastí Tichého oceánu. Na dvou fregatách Boussole a Astrolabe doplul na Aljašku, do Kalifornie, navštívil Japonsko, Rusko a poté zamířil do jižního Tichomoří, kde jeho výprava zmizela.

## Život
Pocházel ze šlechtické rodiny z jižní Francie a byl nejstarší z jedenácti dětí. Po studiích na jezuitské koleji v Albi vstoupil v roce 1756 do královského námořnictva v Brestu. Plavil se po mnoha mořích, bojoval v Kanadě během sedmileté války. V roce 1772 odjel na Mauricius, kde byl jmenován guvernérem jeho velitel. Strávil tam 5 let a zamiloval se do mladé kreolky Éléonore Broudou. Přes nesouhlas rodiny, která si přála nevěstu šlechtického původu, se s ní nakonec v roce 1783 v Paříži oženil. 

## Tichomořská expedice 1785–1788

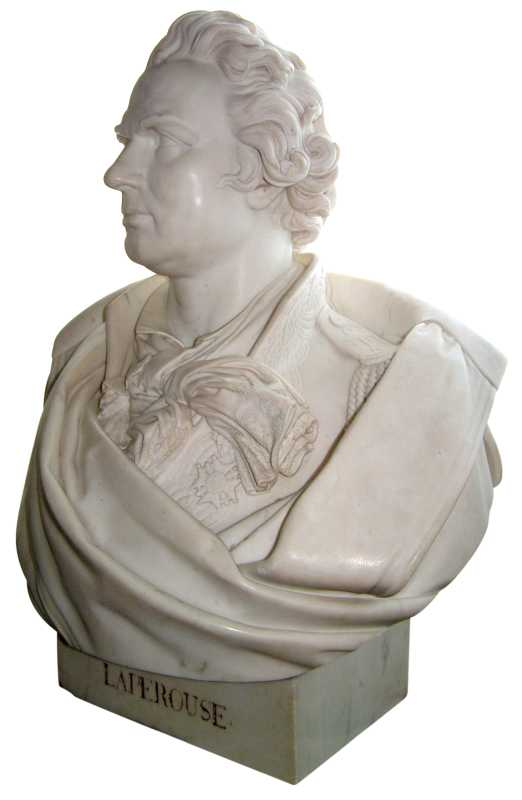
La Pérouse roku 1828 od Françoise Rudeho.

### Přípravy výpravy
V létě roku 1785 pověřil maršál de Castries, francouzský ministr námořnictví, La Pérouse vedením výpravy do Tichomoří. Hlavním úkolem expedice bylo prokázat existenci Severozápadní cesty spojující Atlantský oceán s Tichým oceánem. Lodě, které byly pro výpravu vybrány, byly Portefaix a Autruche, původně zásobovací lodě, které však byly pro účely výpravy přestavěny a vyzbrojeny, takže byly poté označovány jako fregaty. Současně byly přejmenovány. Portefaix byla přejmenována na Boussole a Autruche na Astrolabe. Každá z lodí uvezla náklad 500-600 tun, jejich délka byla 41 metrů a šířka 8,75 metrů. Kapitánem Astrolabe byl Paul-Antoine-Marie Fleuriot de Langle, kapitánem Boussole byl sám La Pérouse. Výpravy se účastnila skupina vědců, která měla za úkol vědecky prozkoumat případné astronomické, geologické, mineralogické a botanické objevy. Zúčastnil se ji mimo jiné i astronom a matematik Dagelet, geolog Lamanon, a botanik La Martinière. Účastníkem výpravy byl také kartograf. Celkem se výpravy zúčastnilo 114 osob. Jedním z neúspěšných žadatelů o účast na výpravě byl tehdy šestnáctiletý Korsičan Napoleon Bonaparte. 

### Plavba Atlantským oceánem
Výprava vyplula 1. srpna 1785 z Brestu. 13. srpna dopluli na Madeiru, kde se zásobili. Výprava pokračovala 16. srpna. Minuli ostrov Iles Salvages a 19. srpna dopluli do přístavu Santa Cruz na ostrově Tenerife. Zde vědci založili botanickou a geologickou sbírku. Malá část výpravy se pokusila vystoupit na Pico del Teide, nejvyšší horu ostrova, ale vrcholu nedosáhla. Dne 30. srpna výprava opustila Tenerife. V říjnu 1785 dopluli na Trinidad, kde byla kolonie asi dvou set Portugalců. 6. listopadu výprava zakotvila u ostrova Santa Catarina u brazilského pobřeží. Výprava se v pevnosti Destorro (dnes Florianópolis) setkala s portugalským guvernérem Franciscem de Barrosem. 14. ledna 1786 dosáhli Patagonie a 1. února bez potíží obepluli Mys Horn.

### Východním Pacifikem
Po obeplutí Hornova mysu se výprava vydala na sever podél chilského pobřeží. La Pérouse měl v úmyslu doplnit zásoby ve španělském městě Conception. Dne 23. února expedice připlula do zálivu Conception, kde La Pérouse zjistil, že město Conception již neexistuje, neboť bylo zničeno při zemětřesení roku 1751. Španělé mezitím město znovu vybudovali, patnáct kilometrů od původního Conception na břehu řeky Bío-Bío. La Pérouse se zdržel v novém Conceptionu dva týdny a poté zamířil na severozápad směrem k Ostrovům Juana Fernandeze. Když však dosáhl zeměpisné šířky Velikonočního ostrova, změnil směr na západ a 8. dubna 1786 doplul na Velikonoční ostrov. Během krátké návštěvy ostrova navštívili vědci východní pobřeží ostrova i kráter Rano Kau. Dne 10. dubna expedice vyplula na sever, 18. května dosáhli 20° severní šířky, kde hledali Havajské ostrovy, ale byli o 25° východněji, než pozici ostrovů zaznamenal na své výpravě James Cook. Po změně plavby západním směrem dopluli 28. května k Havajským ostrovům. Krátce se zde zdrželi a 1. června vypluli znovu na sever. 24. června výprava spatřila aljašskou Horu Svatého Eliáše. Na pobřeží Aljašky La Pérouse téměř měsíc marně hledal průliv Severozápadní cesty, kudy by byla možná snadná plavba z Atlantiku do Tichého oceánu. Objevil 14,5 km dlouhou zátoku (ve skutečnosti fjord), který pojmenoval Port des Français (dnes zvanou Lituya Bay). Ve svém deníku uvedl, že se podél jejího pobřeží v určité výšce táhne nápadná linie mezi mladšími a staršími stromy. Tatáž zátoka se později proslavila v roce 1958, kdy masivní sesuv v ní vytvořil 524 m vysoké megatsunami, které do určité výšky smetlo veškerou vegetaci. Během La Pérousova prozkoumávání Lituya Bay, došlo 13. července 1786 k tragédii. V úzkém vstupu do zátoky, kde se vyskytují silné přílivové proudy (9,4 km/h), se převrhl člun a tři důstojníci a osmnáct námořníků zahynulo. Po této události výprava zamířila na jihovýchod a 14. září dosáhli Montereyského zálivu v Kalifornii. Na břehu Montereyského zálivu se v té době nacházela pouze malá španělská pevnost asi se dvěma sty obyvateli.

### Od Macaa po Kamčatku
La Pérousova výprava v Montereyském zálivu setrvala do 22. září, kdy znovu vyplula. Cílem další cesty bylo západní Tichomoří. Expedice po stodenní plavbě na západ dorazila do Macaa. Poté navštívili Manilu a 9. dubna 1787 vyrazili k Japonskému moři. Lodě propluly kolem ostrova Formosa (dnešní Tchaj-wan) a vpluly do Korejského průlivu. Zde expedice objevila Dageletův ostrov a poté doplula k japonskému poloostrovu Noto Hanto nalézajícím se na ostrově Honšú. Dalším cílem výpravy byla Tartárie, což bylo od středověku označení střední a severní Asie. La Pérouse chtěl proplout průlivem mezi Sachalinem a asijskou pevninou, což se mu nezdařilo a tak se obrátil na jih, objevil a proplul po něm dnes nazvaný La Pérousův průliv mezi Sachalinem a ostrovem Hokkaidó, prozkoumal Kurilské ostrovy a 7. září 1787 doplul do Petropavlovska na Kamčatce. Na Kamčatce výpravu opustil Bartoloměj Lesseps, který byl pověřen dojet do Francie po souši přes Sibiř a Rusko a odvézt dopisy a písemné materiály výpravy. Odjel z Petropavlovska 7. října 1787 a cestou přes Petrohrad dorazil do Paříže 17. října 1788.

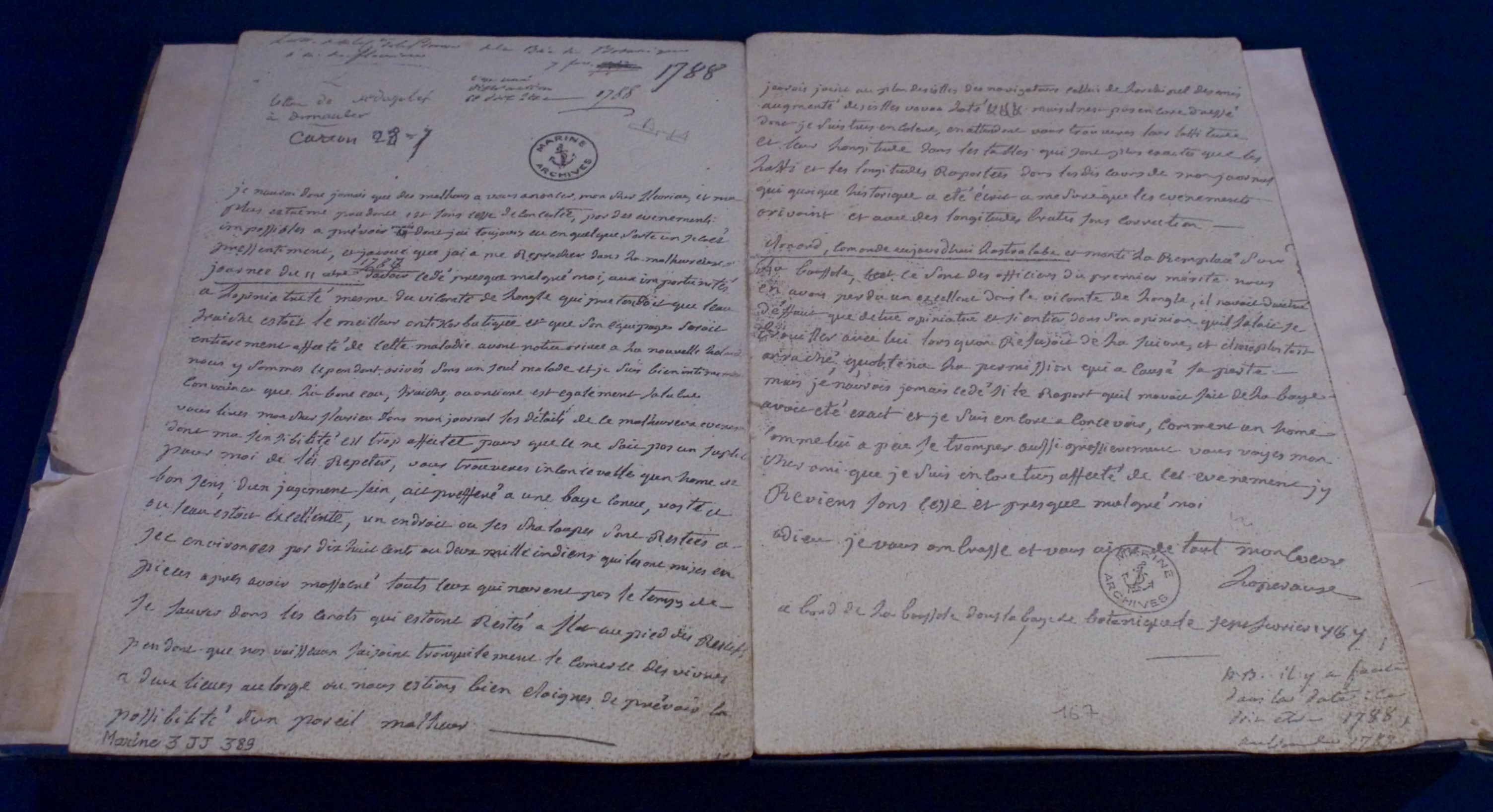
Poslední dopis La Pérouse poslaný do Evropy z Botanického zálivu

### Z Kamčatky do Austrálie
Po opuštění Kamčatky měla výprava za úkol prozkoumat pobřeží Austrálie, což byl poslední úkol, které ji uložilo ministerstvo námořnictví. La Pérouse se rozhodl doplout do Austrálie co nejdříve, aby ještě zastihl na jižní polokouli léto. 6. prosince 1787 dorazili na souostroví Samoa. Před odjezdem ze souostroví byli na ostrově Tutuila členové výpravy napadeni domorodci, dvanáct členů bylo v souboji zabito. Mezi mrtvými byl i de Langle, kapitán Astrolabe a vědec Lamanon. Dalších dvacet mužů bylo vážně zraněno. Ze Samoi výprava pokračovala na ostrov Tonga a poté do Austrálie. 26. ledna 1788 připluli do Botanického zálivu v Austrálii. Zde se setkali s flotilou britských lodí. La Pérouse předal Britům několik dopisů s žádostí o jejich dopravení do Evropy. V dopisech detailně popsal cestu z Kamčatky a především tragédii na Tutuile.
To byla také poslední zpráva, kterou La Pérouse informoval o výpravě. V březnu 1788 výprava vyplula z Botanického zálivu. Od té chvíle je již nikdo nespatřil živé a o dalším osudu výpravy se po dlouhá léta nic nevědělo.

Mapa La Perousovy expedice

## Záchranná mise
25. září 1791 vyplula z Brestu záchranná mise, jíž velel kontradmirál Antoine Bruny d'Entrecasteaux. La Pérousovu výpravu však nenalezla. V květnu 1793 kontradmirál připlul k ostrovu Vanikoro, který je součástí souostroví Santa Cruz. Zde patrně zahlédl kouřové signály trosečníků, ale nemohl přistát pro nebezpečné útesy obklopující ostrov. O dva měsíce později d'Entrecasteaux zemřel. 

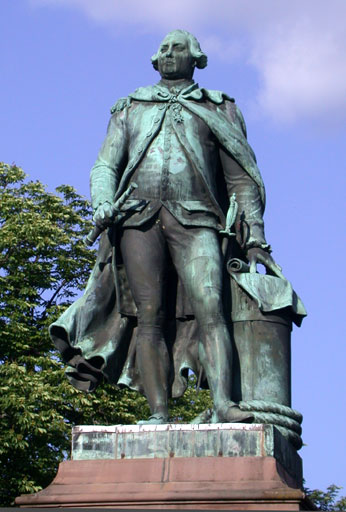
Socha La Pérouse v Albi

## Nálezy na Vanikoro
- 25. dubna 1826 vyplula z Toulonu výprava francouzského kapitána Dumonta d'Urvilla, která se vydala po stopách La Pérousovy expedice. Nejprve našli důkazy o La Pérousově přítomnosti na Přátelských ostrovech. Během pobytu v Tasmánii se d'Urvill dozvěděl, že irský kapitán Peter Dillon nalezl mezi korálovými útesy ostrova Vanikoro několik předmětů, které byly příslušenstvím lodí La Pérousovy výpravy. V lednu 1828 pokračoval v plavbě a cestou přes Nové Hebridy dorazil na Vanikoro, kde nalezl zbytky vraků obou La Pérousových lodí a množství předmětů z výbavy těchto lodí.[9]
- Roku 1964 byly v moři mezi útesy Vanikora znovunalezeny dva vraky tehdy neidentifikovatelných lodí.
- Roku 2005 se na Vanikoro vypravila francouzská vědecká a potápěčská expedice s cílem nalézt na souši i v moři důkazy o ztroskotání La Pérousovy expedice na Vanikoru. Účastníky expedice byl též archeolog Jean-Christophe Galipaud a lingvisté. V květnu 2005 výprava nalezla v hloubce asi patnáct metrů mosazný sextant z lodi Boussole. Tento nález dosvědčuje, že Boussole pravděpodobně během cyklónu narazila na útes a potopila se. Pravděpodobné je, že všichni členové posádky Boussole během ztroskotání zahynuli. Druhá loď, Astrolabe neskončila tak tragicky a dosáhla korálového zálivu a byli to zřejmě někteří členové posádky Astrolabe, kteří se na ostrově zachránili. Expedice nalezla několik desítek předmětů z La Pérousovy expedice např. lodní dělo, sklenici na víno a i kosterní pozůstatky. Archeologové nalezli zbytky tábora trosečníků na pobřeží zálivu Paou. Lingvista Alexandre François doložil, že mezi obyvateli Vanikora kolovalo ústní vyprávění o ztroskotání lodí. Podle této legendy bylo zřejmě okolo padesáti trosečníků snědeno domorodci, či zemřelo na nemoci a zbytek přeživších odplul z ostrova na člunu, který si postavili ze zbytků vraků.[10]